# ممتاز أحمد
ممتاز أحمد سباح باكستاني متقاعد من مواليد 7 يناير 1970 كان متخصص في سباق الأحداث الحرة شارك في دورة الألعاب الاولمبية الصيفية لعام 2004 في أثينا.

## روابط خارجية
- ممتاز أحمد على موقع الاتحاد الدولي للسباحة (الإنجليزية)
- ممتاز أحمد على موقع أوليمبيديا (الإنجليزية)